# Franz von Hartig

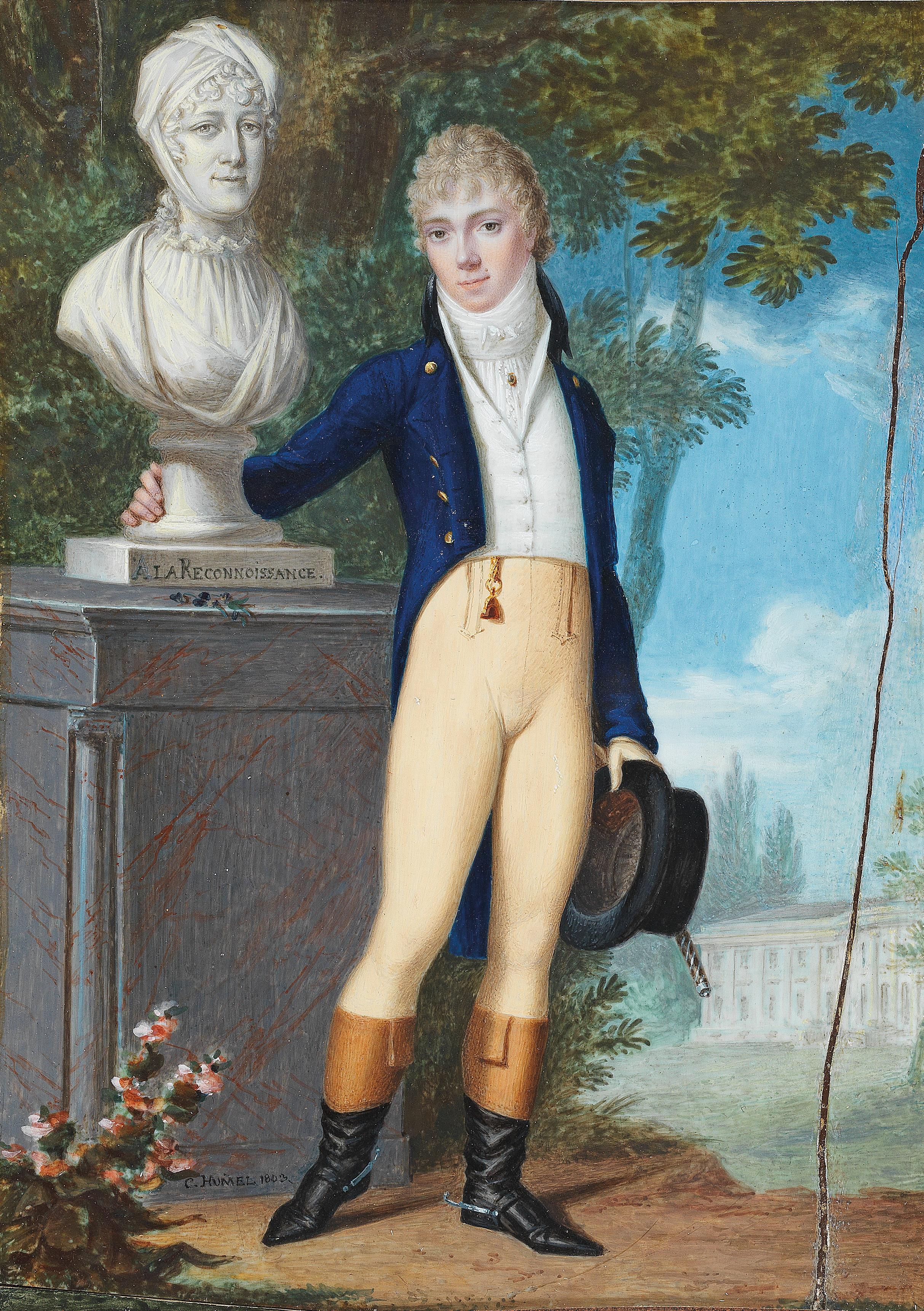
Franz de Paula Graf von Hartig im Alter von 14 Jahren, Aquarell auf Elfenbein von Carl Hummel (1803)

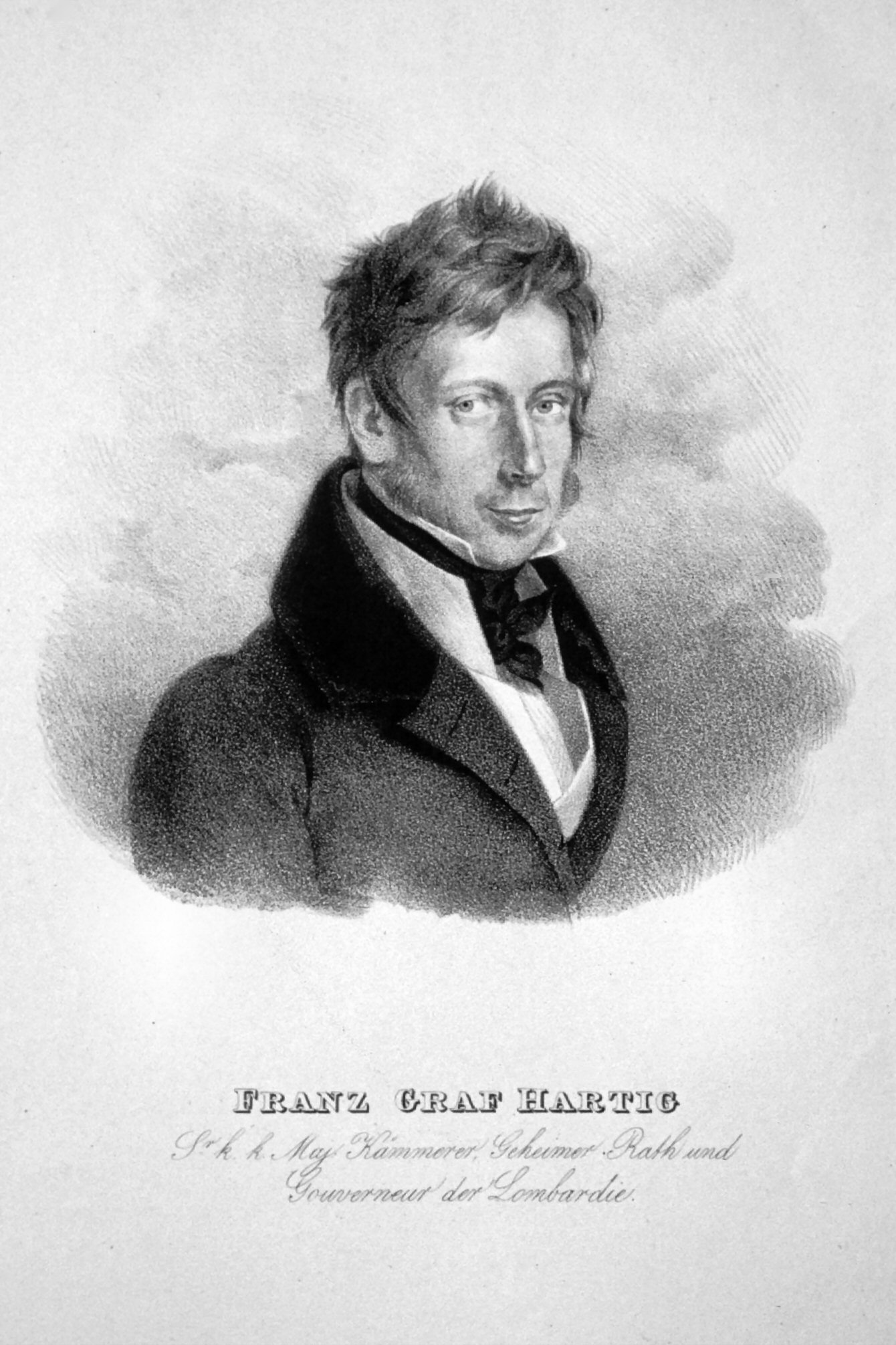
Franz Graf Hartig, anonyme Lithographie

Franz de Paula Graf von Hartig, Pseudonym: Gotthelf Zurecht (* 5. Juni 1789 in Dresden; † 11. Januar 1865 in Wien) war ein österreichischer Staatsmann und Publizist.

## Leben
Er wurde als Österreicher in Dresden geboren, da sein gleichnamiger Vater, der Diplomat, Historiker und Dichter Franz de Paula Anton Graf von Hartig (1758–1797), Gutsherr u. a. auf Niemes, Wartenberg, Alteiche und Berskowitz, Wirklicher Geheimer Rat und Kammerherr, damals bevollmächtigter Minister am kursächsischen Hof in Dresden war.
Hartig trat, bestens ausgebildet, in den österreichischen Staatsdienst, erhielt schon 1825 im Alter von 36 Jahren das Gubernium von Steiermark und wurde 1830 Gouverneur der Lombardei, die er vorbildlich verwaltete und wo er große Popularität genoss.
1840 zum Staats- und Konferenzminister ernannt, erhielt er die finanzielle Abteilung des Staatsrats und förderte das Eisenbahnwesen sowie andere wirtschaftliche Reformen.
1848 zog er sich ins Privatleben zurück und verfasste mehrere freimütige, die Ursachen der Revolutionen 1848/1849 darlegende Schriften.
Nach 1859 in den österreichischen Reichsrat berufen, zeigte er neben Überzeugungsmut und Sachkenntnis großes parlamentarisches Geschick. Im Herrenhaus gehörte er zu den Vorkämpfern der Gesamtstaatsidee.
Hartig heiratete am 6. Januar 1810 in Wien Juliana Gräfin von Grundemann-Falkenberg (* 26. März 1788 in Wien; † 27. Oktober 1866 ebenda), die Tochter des Emanuel Graf von Grundemann-Falkenberg und der Marie Anne Gräfin von Althann. Das Ehepaar hatte folgende Kinder:
- Eleonore (* 9. November 1810; † 21. Februar 1838) ⚭ 6. Juni 1830 in Graz  Michael Josef von Althann (* 13. Juni 1798; † 5. August 1861)
- Friedrich  (* 3. November 1818; † 5. August 1877)

⚭ 27. Juni 1852 Gräfin Walpurgis Berchtold, Freiin von und zu Ungarschitz (* 13. August 1829; † 21. Februar 1856)
⚭ 16. Mai 1857 Freiin Amalia von Gudenus (* 13. September 1837; † 10. Februar 1892)
- Edmund (* 2. November 1812; † 30. März 1883) ⚭ 15. April 1846 Gräfin Julie Constance von Bellegarde (* 23. September 1822; † 9. Dezember 1884)

## Werke
- Das kaiserliche Manifest vom 26. Sept. 1848. Prag 1848.
- Genesis der Revolution in Österreich. 3. Auflage. Leipzig 1851.
- Nachgedanken des Publizisten Gotthelf Zurecht.

## Orden und Ehrenzeichen
- Österreichisch-kaiserlicher Leopold-Orden mit Stern
- Orden der Eisernen Krone mit Stern
- Ritter des Ordens vom Goldenen Vlies (1862)